# Scenkonstallianser
Scenkonstallianser är en samlande benämning på en unik svensk anställningsform för skådespelare, dansare och musiker, TeaterAlliansen bildades 1999, Dansalliansen 2006 och Musikalliansen 2008.

## Historik
Den offentligt understödda scenkonsten i Sverige genomgick under 1990-talet omfattande förändringar med krav på ekonomiska rationaliseringar och personaleffektivisering. Detta resulterande bland annat i att större delen av de tillsvidareanställda vid landets institutionsteatrar friställdes och hamnade i en otrygg frilanssituation. I samband med detta tillsatte Statens kulturråd en utredning ledd av representanter från både arbetsgivar- och arbetstagarsidan, Lars Edström (Teatrarnas Riksförbund) och Tomas Bolme (Teaterförbundet). De tog fram ett förslag på en tredje anställningsform för skådespelare, TeaterAlliansen, som skulle ersätta A-kassans och Arbetsförmedlingens begränsade möjligheter. 
Emellanåt har framtiden för scenkonstallianserna förefallit osäker från politiskt håll men det har funnits en samsyn kring scenkonstalliansernas berättigande. Finansieringen av verksamheterna har inte alltid motsvarat bolagsföreträdarnas ambitioner, men 2015 fick de tre scenkonstallianserna en uppskrivning av det statliga bidraget. Ingen kompensation för branschernas årsvisa höjningar av lönenivåerna utgick då.

### TeaterAlliansen
År 1999 skapades TeaterAlliansen AB som ett aktiebolag samägt av Teaterförbundet för scen och film, Svensk Scenkonst och Trygghetsrådet TRS och med en årlig statlig finansiering. Ambitionen initialt var att samla 400 skådespelare, men hittills har man endast haft resurser till motsvarande cirka 160 skådespelare (2018). TeaterAlliansen ger kvalificerade, yrkesverksamma, frilansande skådespelare en grundanställning mellan deras uppdrag. TeaterAlliansen producerar inte själv föreställningar och är inte heller ett bemanningsföretag, utan de anknutna skådespelarna är formellt anställda enligt speciella villkor och tar tjänstledigt från bolaget då de arbetar som skådespelare på teatrar, film, tv m.m. De två grundkraven de sökande måste uppfylla är att de under de senaste tre åren ska ha arbetat som frilansande skådespelare och under den tiden haft anställning inom yrket i minst 12 månader och att under de senaste femton åren haft minst fem års sammanlagd anställning som skådespelare vid teatrar med statligt bidrag, antingen institutionsteatrar eller fria teatrar. Varje skådespelare har ett "tidskonto", som innebär att de för att få fortsätta vara anställda måste ha en anställning som skådespelare under minst 2/3 av tiden. För att anställningen ska vara över tid måste de arbeta i genomsnitt 8 månader per år, varför de anslutna tillhör de mer väletablerade på arbetsmarknaden. Genom arrangemanget skapas för de anställda en kontinuerlig arbetsplatstillhörighet med möjlighet till upprätthållande av sociala, yrkesmässiga och fackliga fördelar. Får en skådespelare tillsvidareanställning på en teater, anställs en annan kvalificerad skådespelare i dess ställe. Den skådespelare som inte lyckas uppnå den ålagda mängden anställningstid tvingas lämna TeaterAlliansen.
Utöver de mer etablerade aktörerna erbjuds även de nyexaminerade studenterna på samtliga teaterhögskolor i Sverige en treårig anknytning till TeaterAlliansen för att bygga en bro mellan högskolan och yrkeslivet. Dessa får ingen formell anställning med lön, men de får möjlighet till viss personaladministrativ hjälp och rådgivning under de första tre åren, samt knyts till alliansens skådespelarförmedling. De nyutexaminerade inbjuds att delta i kursverksamheten, vilken även är tillgänglig för andra, icke-anslutna skådespelare. Det finns finns också möjlighet till ett "skådespelarutbyte", vilket innebär att en tillsvidareanställd skådespelare på en teater kan ta tjänstledigt under ett år mot att en av TeaterAlliansens skådespelare eller annan frilansande skådespelare med liknande erfarenhet och kvalifikationer övertar vederbörandes anställningsplats.
TeaterAlliansen har sitt kontor vid Gäddviken i Nacka.

### Dansalliansen
Den 1 oktober 2006 skapades Dansalliansen AB som ett aktiebolag samägt av Danscentrum, Teaterförbundet, Svensk Scenkonst och Trygghetsrådet TRS för etablerade dansare inom modern dans och balett i Sverige. Denna fungerar på samma sätt som TeaterAlliansen och har cirka 50 personer anslutna (2015) med ambitionen att på sikt kunna samla de flesta frilansande dansare inom bolaget. Under flera år har Dansalliansen även bedrivit särskilda projekt för fortbildning och utvecklande av koreografisk verksamhet för att främja en vidareutveckling av det svenska danslivet. Man bistår även med rådgivning för karriärväxling och omskolning inför dansares tidiga pensioneringsålder med mera.
Enligt Statens kulturråds ursprungliga avsikter skulle 100 dansare kunna "anställas" i Dansalliansen, men som mest har 65 dansare varit "anställda". På grund av bristande resurser har Dansalliansen heller inte kunnat genomföra planerade satsningar för att bistå nyutbildade dansare, såsom TeaterAlliansen gör.
Dansalliansen har sitt kontor vid Gäddviken i Nacka.

### Musikalliansen
År 2008 skapades Musikalliansen AB som ett aktiebolag samägt av Svenska Musikerförbundet, Sveriges Yrkesmusikerförbund (Symf), Teaterförbundet, Svensk Scenkonst och Trygghetsrådet TRS. Musikalliansens huvuduppdrag är att erbjuda frilansmusiker en ny anställningsform som minskar skillnaderna mellan tillsvidareanställning och frilansverksamhet. Anställningarna fördelas mellan etablerade yrkesverksamma musiker, sångare, musikalartister och dirigenter mer eller mindre verksamma inom det offentligt finansierade musiklivet i Sverige och internationellt. Man arbetar också för att vägleda, analysera och stimulera möjliga nya samarbeten och vägar att nå ut inom musiklivet och fungerar som de övriga allianserna med 145 anställda (2016).
Musikalliansen har sitt kontor på Hornsgatan i Stockholm.

### Fortbildning och arbetsförmedling
Scenkonstallianserna erbjuder ett brett utbud av fortbildningskurser, seminarier och workshops med svenska och internationella pedagoger för såväl de anställda som för andra yrkesverksamma inom områdena. Man har dessutom byggt upp en förmedling med branschkännedom för sina anställda (Teater/Dansallianserna). Genom åren har Scenkonstallianserna även skapat speciella temasatsningar, såsom TeaterAlliansens "Utbildning för skådespelaren med annan bakgrund än den nordiska" och "Det mångkulturella projektet"‚ för att belysa problemområden och söka hjälpa aktörer med utländsk bakgrund att kunna komma in på den konstnärliga svenska/nordiska arbetsmarknaden.